# Mimosybra continentalis
Mimosybra continentalis är en skalbaggsart som beskrevs av Stefan von Breuning 1961. Mimosybra continentalis ingår i släktet Mimosybra och familjen långhorningar. Inga underarter finns listade i Catalogue of Life.